# Laina Laine
Impi Laina Laine, född 2 februari 1890 i Helsingfors, död 26 februari 1962, var en finländsk skådespelare. Hon var syster till Eine Laine.
Laine var dotter till muraren Filip Laine och riksdagsledamoten Maria Sofia Paaso. Efter att ha utexaminerats från Helsingfors finländska flickskola började Laine studera sång hos Annikki Uimonen vid Helsingfors musikinstitut. Som ung uppträdde hon tillsammans med systern Eine. Teaterkarriären inleddes vid Helsingfors folkteater, där hon verkade 1913–1919. Åren 1919–1923 verkade Laine vid teatern i Viborg, men återvände till folkteatern 1923 och verkade där fram till 1928. Åren 1933–1935 verkade Laine vid teatern i Åbo och 1935–1939 vid teatern i Kotka. På 1940- och 1950-talen medverkade Laine i ett antal filmer.
Åren 1914–1919 var Laine gift med skådespelaren Kaarlo Saarnio, med vilken hon fick sonen Osmo Kalervo. Laines andra make var affärsmannen Juho Arvi Mela.